# Aristion (Schauspieler)
Aristion (altgriechisch Ἀριστίων; † um 265 v. Chr.) war ein griechischer Schauspieler im 3. Jahrhundert v. Chr.
Über Aristion sind durch mehrere Inschriften bis heute Informationen überliefert. Die Inschrift seiner Grabstele nennt mit Troizen seinen Herkunftsort. Zudem erfährt man, dass ein Aristaios sein Vater war und er der Jüngste dreier Geschwister war. Da Aristion im Alter von 40 Jahren um das Jahr 265 v. Chr. als erster der Geschwister kinderlos starb, errichteten sein Bruder und seine Schwester das Grabmal für ihren jüngeren Bruder in fremder, attischer Erde.
Auch die Profession nennt die Grabinschrift mit Komödienschauspieler. Weitere Inschriften bestätigen diese Tätigkeit. So steht Aristion in mehreren Siegerlisten der Großen Dionysien und den Lenäen von Athen und in Delphi, anders als auf seinem Grabstein aber nicht nur als Komödien-, sondern auch als Tragödiendarsteller.